# Greslania
Greslania là một chi thực vật có hoa trong họ Hòa thảo (Poaceae).

## Loài
Chi Greslania gồm các loài: